# Molophilus (Molophilus) falx
Molophilus (Molophilus) falx is een tweevleugelige uit de familie steltmuggen (Limoniidae). De soort komt voor in het Neotropisch gebied.